# Ивано-Франковский областной комитет КП Украины
Ивано-Франковский (до 1962 Станиславский) областной комитет КП Украины (укр. Івано-Франківський обласний комітет Комуністичної партії України) - орган управления Ивано-Франковской (Станиславской) областной партийной организацией КП Украины (1939—1991).
Станиславская область образована 4 декабря 1939 года на территории бывшего Львовского воеводства Польши, присоединённой к СССР в сентябре 1939 года. 9 ноября 1962 года переименована в Ивано-Франковскую область. Центр — г. Ивано-Франковск (до 1962 — Станислав).

## Первые секретари Станиславского обкома
27.11.1939-06.1941 Груленко, Михаил Васильевич
08-11.1941 (подпольный) Бескровный, Ефим Степанович
1944-1949 Слонь, Михаил Варнаевич
03.1949-01.1950 Щербак Филипп Кузьмич
1950-1951 Слонь, Михаил Варнаевич
1951-06.1959 Щербак Филипп Кузьмич
06.1959-9.11.1962 Лысенко, Яков Иванович

## Первые секретари Ивано-Франковского обкома
9.11.1962-1963 Лысенко, Яков Иванович
08.1963-02.1966 Кащеев, Иван Андреевич
02.1966-03.1969 Погребняк, Яков Петрович
03.1969-11.1973 Добрик, Виктор Фёдорович
11.1973-1978 Безрук, Павел Фёдорович
1978-22.12.1983 Скиба, Иван Иванович
22.12.1983-12.1985 Ляхов Иван Андреевич
12.1985-9.02.1990 Посторонко, Иван Григорьевич
9.02.1990-08.1991 Куравский, Зиновий Васильевич